# مرسيدس-بنز الفئة إكس
مرسيدس-بنز الفئة إكس هي مركبة بيك أب فاخرة من الصانع الألماني مرسيدس بالتعاون مع الصانع الياباني نيسان حيث تم الاعتماد على هيكل بيك أب نيسان نافارا. حصلت مرسيدس-بنز الفئة إكس على شبك أمامي مستمداً من شقيقتها مرسيدس جي أل إي محاط بمصابيح أل إي دي، وحصلت هذه المركبات على لمسات كثيفة من الكروم الفضي، وزودت بإطارات معدنية.
هناك عدة خيارت للمحركات أولها محرك بنزين رباعي الاسطوانات توربو بقدرة 122 كيلو/واط وقوة 164 حصان وجير يدوي بستة سرعات.
هناك ثلاثة خيارات من المحركات التي تعمل على الديزل؛ الأول رباعي الإسطوانات بقوة 161 حصان و403 نيوتن/متر من عزم الدوران، والثاني رباعي الاسطوانات سعة 2.3 لتر يولد قوة 188 حصان و450 نيوتن/متر من عزم الدوران، أما المحرك الثالث فهو سداسي الاسطوانات يعمل بنظام 4Matic للدفع الرباعي ويولد قوة 255 حصان و550 نيوتن/متر من عزم الدوران.
يستطيع البيك أب أن ينقل حمولة بوزن 1,102 كيلوغرام (2,430 باوند) في صندوقها الخلفي، بالإضافة لقدرتها على قطر حمولة بوزن 3,501 كيلوغرام (7,720 باوند).